# Zuikaku
Le Zuikaku (瑞鶴, littéralement « grue bienheureuse ») était un porte-avions de la classe Shōkaku construit pour la Marine impériale japonaise à la fin des années 1930. En compagnie de son sister-ship le Shōkaku, il participe aux opérations navales majeures de la guerre du Pacifique lors de la Seconde Guerre mondiale, parmi lesquelles l'attaque de Pearl Harbor, le raid sur Ceylan, la bataille de la mer de Corail et la campagne de Guadalcanal. Il est finalement coulé à la bataille du cap Engaño en octobre 1944.

## Caractéristiques

### Contexte et généralités

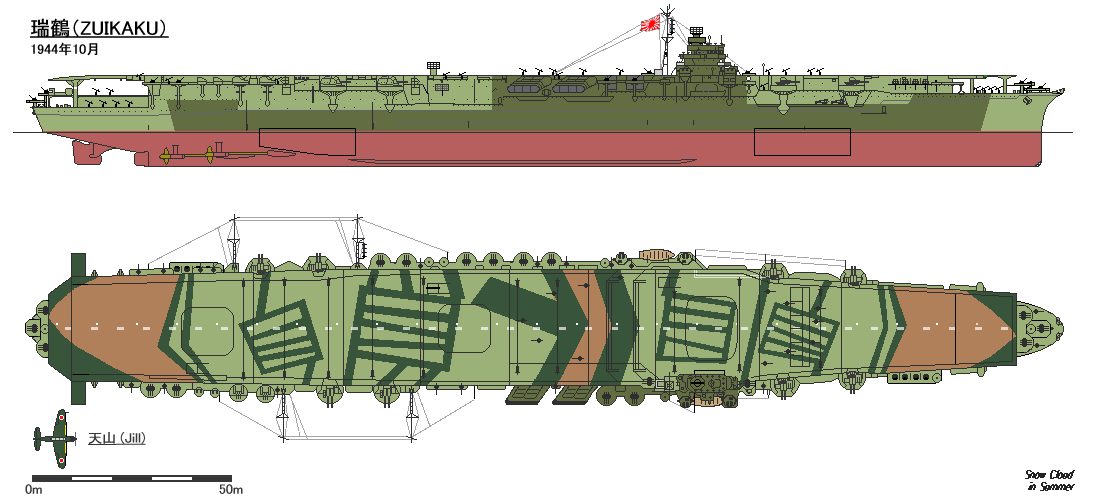
Camouflage du Zuikaku en octobre 1944.

L'État-major de la Marine impériale japonaise, fort de l'expérience apportée par les nombreux porte-avions déjà conçus, imagine un navire pouvant égaler la capacité d'accueil de 96 avions de l'Akagi et du Kaga, la vitesse du Hiryū et l'armement défensif du Kaga. Ce navire doit aussi posséder un blindage et un rayon d'action supérieurs aux porte-avions existants. Les concepteurs du Département technique de la Marine impériale japonaise décident de partir sur la base d'un Hiryū agrandi et amélioré, avec l'îlot à bâbord, vers le milieu du navire. Après que la construction a commencé, le Département technique de l'aéronavale commence à se poser des questions sur la pertinence d'avoir l'îlot à bâbord, pensant que cette position sur les Hiryū et Akagi a eu des répercussions négatives sur les flux d'air sur le pont d'envol. Un autre problème est identifié : la position centrale de cet îlot raccourcit la longueur de l'aire d’appontage, rendant problématique l'atterrissage d'avions de plus en plus rapides et plus lourds. Afin de confirmer ces soupçons, le département technique filme des centaines de décollages et d'appontages sur l'Akagi d'octobre à novembre 1938 ; il décide ensuite de déplacer l'îlot à tribord et plus en avant, à un tiers de la longueur du navire depuis la proue.
Son pont d'envol est long de 242 mètres. Ce pont est desservi par 3 grands ascenseurs mais aucun latéral. Il est recouvert de lattes de bois qui peuvent être perforées par les bombes.

### Armement
L'armement antiaérien (AA) principal du Zuikaku est constitué de huit affûts doubles équipés de canons de 12,7 cm/40 calibres Type 89 à double-emploi (antiaérien et antinavire) montés sur des excroissances le long du pont ; groupés par paires, ils sont situés de chaque côté de la coque. Ces canons ont une portée de 14 700 mètres et un plafond de 9 440 mètres à un angle d'élévation de 90°. Leur cadence maximale est de quatorze coups par minute, mais dans les faits elle tourne autour de huit coups par minute. Le porte-avions est équipé de quatre directeurs de tir Type 94, un par paire de canons de 12,7 cm, bien que celui disposé sur l'îlot puisse les contrôler tous.

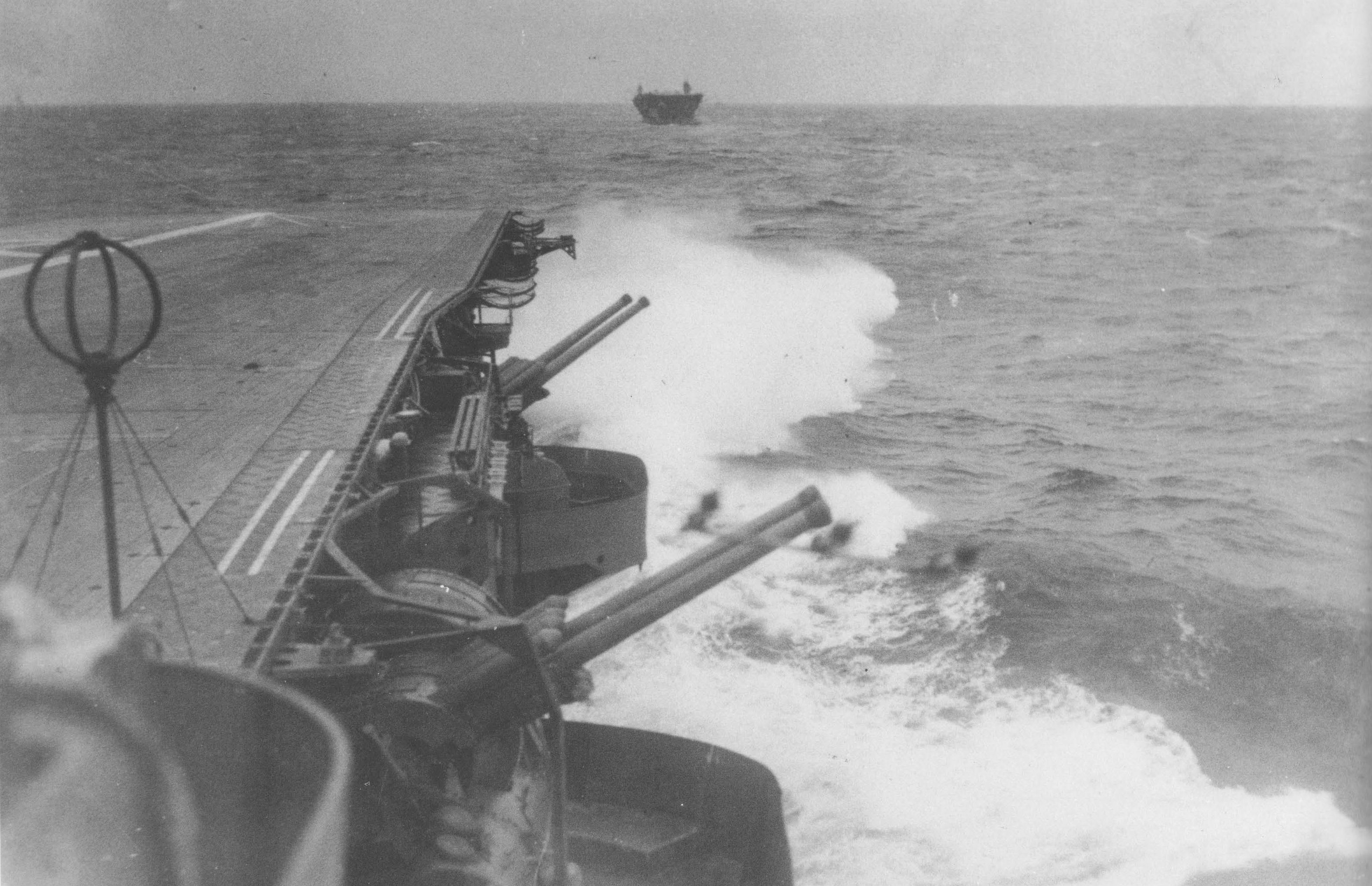
Les affûts doubles de 127 mm/40 Type 89 sur tribord avant du Zuikaku.

L'armement AA secondaire consiste en une douzaine d'affûts triple sur lesquels sont montés des canons de 25 mm Type 96, production sous licence du canon de 25 mm Hotchkiss français ; six sont disposés de chaque côté du pont d'envol. Ce canon est le canon antiaérien léger standard japonais durant la Seconde Guerre mondiale, mais de nombreux défauts de conception le rendent assez inefficace : vibrations excessives, feu de bouche éblouissant, incapacité mécanique à suivre une cible à haute vitesse. Ces canons ont une portée efficace de 1 500 à 5 500 mètres et un plafond de 9 440 mètres à un angle d'élévation de 85°. La faible cadence d'environ 110 à 120 coups par minute s'explique par la nécessité de changer fréquemment le magasin de 15 cartouches. Chaque paire de Type 95 est contrôlée par un directeur de tir Type 95.
Le Zuikaku est le premier porte-avions de la Marine impériale japonaise à être équipé d'un radar, un Type 21 à longue portée, monté sur le toit de l'îlot aux alentours de septembre 1942 ; le Zuikaku en est équipé peu après. Les deux navires en reçoivent un second après octobre, installé dans un dispositif rétractable, adjacent au pont d'envol. Avant juin 1944, un radar de recherche aérienne Type 13 est monté sur le mât tripode à l'arrière de l'îlot. Les deux porte-avions sont aussi équipés d'un hydrophone Type 91 dans la proue ; il n'est néanmoins utilisable que lorsque le navire est à l'ancre ou lorsqu'il avance lentement,.

### Les hangars
Le pont d'envol du Zuikaku mesure 242,2 mètres de long et fait 29 mètres dans sa partie la plus large ; il dépasse la superstructure aux deux bouts, supporté par des piliers. Deux hangars superposés sont installés ; celui du haut est long de 200 mètres, d'une largeur variant entre 18,5 et 24 mètres et d'une hauteur de 4,85 mètres ; celui du bas est plus court de 20 mètres, sa largeur varie entre 17,5 et 20 mètres et il est moins haut de 15 centimètres, ce qui ne le rend accessible qu'aux chasseurs. Au total, ce sont 5 545 m2 qui sont alloués au stockage des avions.
Les avions sont déplacés entre les ponts grâce à trois ascenseurs ; il faut 15 secondes pour parcourir le trajet entre le hangar le plus bas et le pont d'envol. L'ascenseur le plus à l'avant est le plus spacieux, permettant aux avions qui viennent juste d'atterrir d'être descendus sans avoir à replier leurs ailes : il mesure 13 × 16 mètres, alors que les autres font 13 × 12 mètres. Chaque porte-avions dispose d'une grue côté tribord, à la hauteur de l'ascenseur arrière. Rétractable, elle s'intègre dans le pont d'envol.
Le groupe aérien du Zuikaku est composé de 18 chasseurs Mitsubishi A6M « Zéro », 27 bombardiers en piqué Aichi D3A « Val » et 27 bombardier-torpilleurs Nakajima B5N « Kate ». 2 « Zéros », 5 « Vals » et 5 « Kates » sont de plus emportés en réserve, portant le nombre total d'appareils à 84.

## Histoire

### De Pearl Harbor à la mer de Corail
Le 26 novembre 1941, le Zuikaku quitte son mouillage à Hittokappu en direction de Pearl Harbor, avec à son bord dix-huit chasseurs Mitsubishi A6M, vingt-sept bombardiers Aichi D3A et vingt-sept torpilleurs Nakajima B5N. Le 7 décembre, il lance deux vagues d'attaque sur la base aéronavale américaine, la première ciblant essentiellement les bases aériennes de Wheeler Army Airfield et Kaneohe. Au cours de la seconde attaque, les appareils du Zuikaku attaquent les cuirassés USS California et USS Maryland, ainsi que la base aérienne d'Hickam Field.
Le Zuikaku participe ensuite à l'invasion de Rabaul, intervenant notamment à Rabaul le 20 janvier et Lae en Nouvelle-Guinée le 21. En avril, il prend part à la campagne dans l'océan Indien, participant aux bombardements des bases navales britanniques à Colombo et Trinquemalay et coulant le porte-avions HMS Hermes.
En mai, il est affecté avec le Shōkaku et le Shōhō à l'invasion de Port Moresby, en Nouvelle-Guinée. Ayant réussi à déchiffrer les messages ennemis, les américains dépêchent contre eux les porte-avions USS Yorktown et USS Lexington. Le 8 mai, les avions de reconnaissance des deux camps se repérèrent mutuellement et, dans les échanges de raids qui suivent, le Shōhō est perdu et le Shōkaku gravement endommagé, alors que le Zuikaku, seul porte-avions encore apte aux opérations aériennes, a perdu la moitié de ses avions et doit retourner au Japon pour remplacer ses pertes. Aucun des porte-avions ne peut participer à la bataille de Midway qui a lieu moins d'un mois plus tard. Côté américain, le Lexington est coulé et le Yorktown gravement endommagé rentre à Pearl Harbor tant bien que mal pour y être réparé.

### Des Salomon au golfe de Leyte

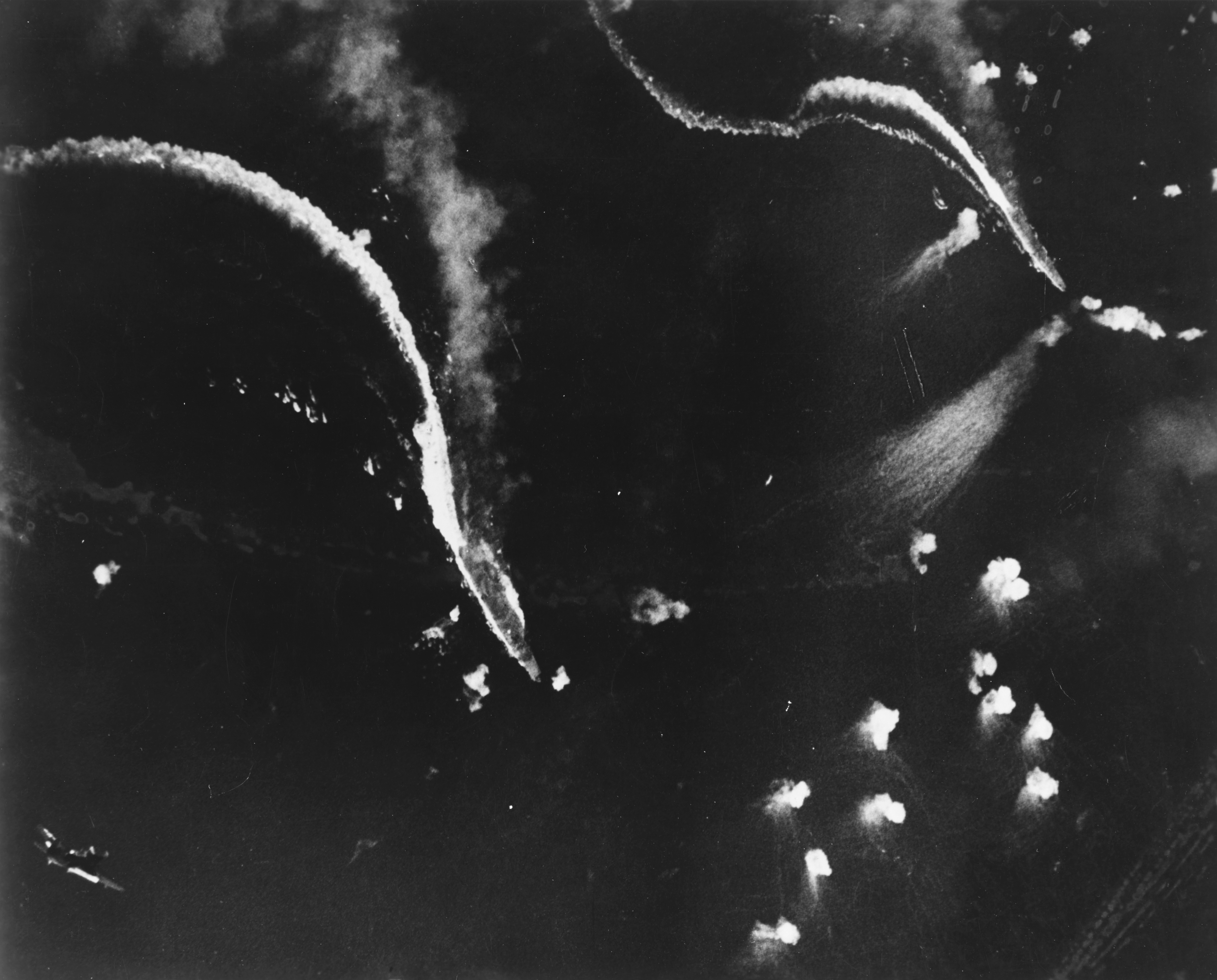
Le Zuikaku (au centre) et le porte-avions Zuiho(à droite) attaqués par les bombardiers en piqué américains à la bataille du cap Engaño, le 25 octobre 1944.

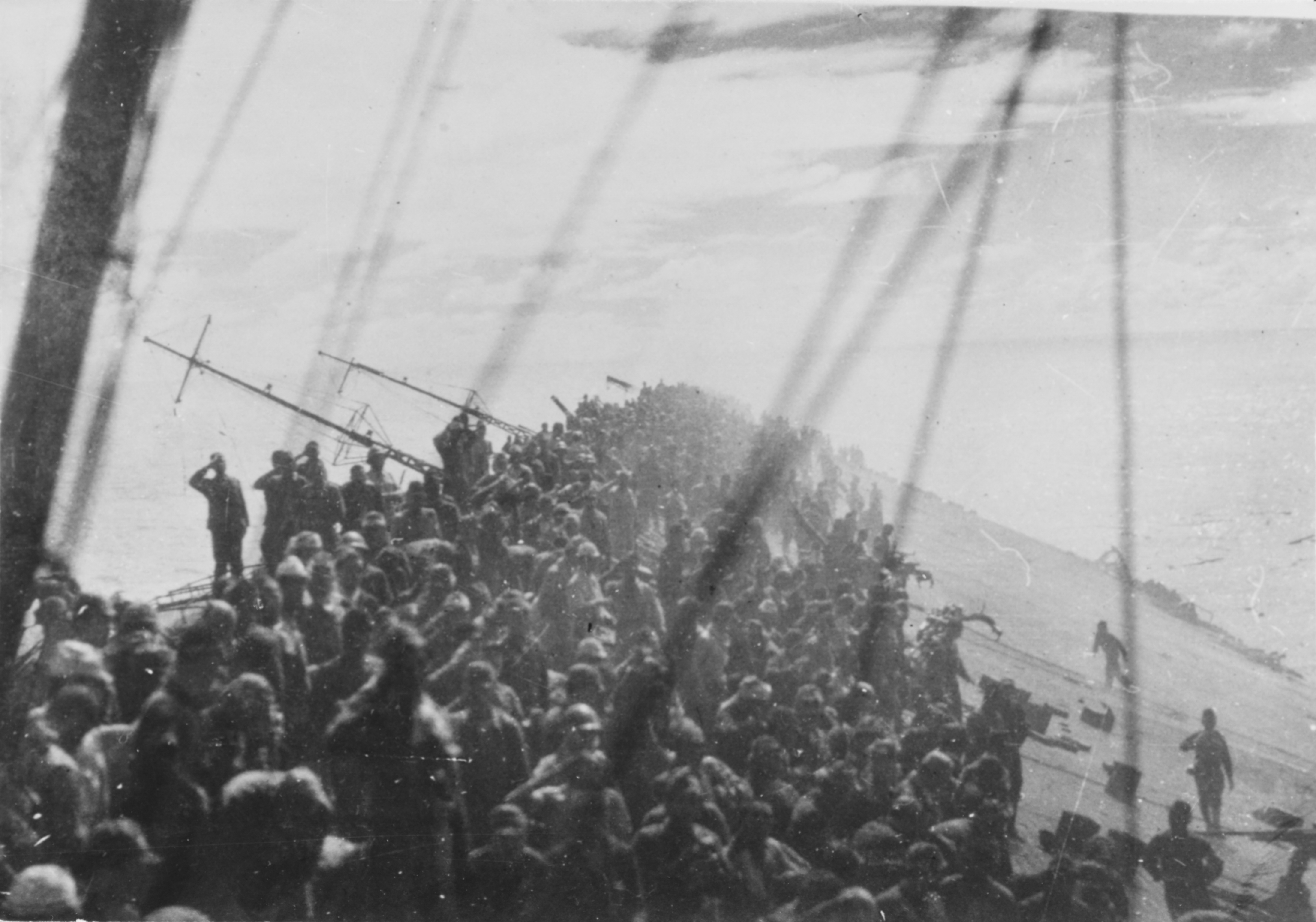
L'équipage du Zuikaku salue le pavillon avant l'évacuation du navire.

En août 1942, le Zuikaku et la 1re division de porte-avions sont déployés dans les îles Salomon pour en chasser la flotte américaine. Le 24 août, lors de la bataille des Salomon orientales, ses avions endommagent gravement le porte-avions USS Enterprise. Le 26 octobre 1942, à la bataille des îles Santa Cruz, ses avions endommagent de nouveau l'Enterprise et mettent hors de combat le porte-avions USS Hornet qui doit être abandonné et sera achevé plus tard par les destroyers Akigumo et Makigumo. Le Zuikaku et le Shōkaku sont néanmoins gravement endommagés et perdent les deux tiers de leurs appareils au cours de la bataille. En février 1943, il couvre l'évacuation de Guadalcanal. Il est par la suite basé à Truk, opérant contre les navires alliés dans les îles Marshall.
En 1944, le Zuikaku est basé à Singapour et participe, en juin, à la tentative de contre-attaque sur les îles Mariannes. Le 19 juin, les porte-avions Shōkaku et Taihō sont coulés par des sous-marins et le Zuikaku récupère les quelques appareils survivants. Le 20, il est endommagé par une bombe qui provoque un incendie dans le hangar mais, grâce à l'entraînement des équipes de contrôle des dommages, il peut s'échapper par ses propres moyens. Il est à ce moment-là le dernier rescapé des six porte-avions engagés à Pearl Harbor.
En octobre 1944, sous le pavillon de l'amiral Jisaburō Ozawa, il fait partie de la « force du nord », leurre destiné à attirer l'aéronavale américaine vers le nord du golfe de Leyte afin de permettre à la flotte de cuirassés et croiseurs du vice-amiral Takeo Kurita d'engager la flotte d'invasion privée de couverture aérienne. Le Zuikaku lance un raid désespéré contre la troisième flotte américaine, perdant la quasi-totalité des appareils engagés. Dans la contre-attaque qui suit, il est touché par sept torpilles et sept bombes et commence à gîter dangereusement sur bâbord. L'ordre d'abandon est donné et le pavillon amené à 13 h 58. À 14 h 14, le bâtiment chavire et coule. 862 survivants sont recueillis par les destroyers Wakatsuki et Kuwa.